# Emil Forsberg
Emil Forsberg (pronunciació en suec:'fɔʂ'bærj; nascut el 23 d'octubre de 1991 a Sundsvall) és un futbolista professional suec que juga com a extrem per Red Bulls. Va ser elegit Migcampista Suec de l'Any el 2014.

## Carrera de club

### GIF Sundsvall
Forsberg va començar la seva carrera al GIF Sundsvall i va arribar al primer equip el 2009 quan el club jugava a la segona divisió sueca, la Superettan. Fou cedit al Medskogsbron BK de la tercera divisió sueca. Va marcar dos gols en el seu primer parit, i després del segon fou recuperat pel GIF Sundsvall. Va jugar alguns partits amb el Sundsvall en la seva primera temporada. En la seva segona temporada ja es va guanyar un lloc a l'onze titular del Sundsvall i va jugar la totalitat dels 30 partits possibles a la temporada 2010 de la segona divisió. Forsberg ja havia començat a marcar gols durant la segona temporada al club, però va millorar encara més la temporada 2011 quan va marcar 11 gols en 27 partits i el Sundsvall va ascendir a la primera divisió sueca, l'Allsvenskan. En la seva primera temporada a l'Allsvenskan Forsberg va disputar 21 dels 30 possibles partits, i hi va marcar 6 gols; malgrat tot el Sundsvall va descendir novament a la Superettan després de perdre el play-off de descens contra l'Halmstads BK.

### Malmö FF
El 10 de desembre de 2012 Forsberg fou presentat com a jugador del Malmö FF. Va ingressar al club l'1 de gener de 2013 quan es va obrir el mercat de fitxatges suec. Forsberg va signar un contracte per quatre anys, fins al final de la temporada 2016. La seva primera temporada al club va ser reeixida, i va jugar 28 partits de 30 possibles, i va marcar cinc gols; el club va guanyar el títol de lliga. També va jugar tots els partits de la fase de classificació de la Lliga Europa de la UEFA 2013–14 en els quals va marcar dos gols. Durant la reeixida temporada 2014 del Malmö Forsberg va disputar 29 partits de lliga, en els quals va marcar 14 gols i va ser part important de l'equip que va defensar el títol de lliga. També va participar en tots els partits disputats pel club a la Lliga de Campions de la UEFA 2014–15 en la qual el Malmö FF es va classificar per la fase de grups. En reconeixement dels seus mèrits durant la temporada, va guanyar el premi al Migcampista de l'Any de l'Allsvenskan. També fou nominat al premi al Migcampista Suec de l'Any a Fotbollsgalan.

### RB Leipzig
El gener de 2015 Forsberg va fitxar pel club alemany de segona divisió RB Leipzig amb un contracte per tres anys i mig. El febrer de 2016, va ampliar el seu contracte fins al 2021. La temporada 2015-16 Forsberg va ser triat el millor jugador de la 2. Bundesliga i el gener de 2016 es va saber que el Liverpool FC seguia Forsberg.

## Carrera internacional
Emil Forsberg va jugar representant Suècia en categoria Sub-19. Posteriorment va debutar amb la selecció absoluta en un partit amistós que va guanyar per 2–1 contra Moldàvia el 17 de gener de 2014. Va debutar en competició oficial a la fase de classificació per a l'Eurocopa 2016 contra Liechtenstein el 12 d'octubre de 2014.

## Estadístiques

Forsberg jugant pel Malmö FF el 2013.

### Club
A 8 de maig de 2016.
| Club            | Temporada     | Lliga   | Lliga | Copa    | Copa | Continental | Continental | Total   | Total |
| Club            | Temporada     | Partits | Gols  | Partits | Gols | Partits     | Gols        | Partits | Gols  |
| --------------- | ------------- | ------- | ----- | ------- | ---- | ----------- | ----------- | ------- | ----- |
| GIF Sundsvall   | 2009          | 19      | 1     | —       | —    | —           | —           | 19      | 1     |
| Medskogsbron BK | 2009          | 2       | 2     | —       | —    | —           | —           | 2       | 2     |
| Medskogsbron BK | Total         | 2       | 2     | —       | —    | —           | —           | 2       | 2     |
| GIF Sundsvall   | 2010          | 30      | 6     | 2       | 0    | —           | —           | 32      | 6     |
| GIF Sundsvall   | 2011          | 27      | 11    | 2       | 3    | —           | —           | 29      | 14    |
| GIF Sundsvall   | 2012          | 21      | 6     | 1       | 0    | —           | —           | 22      | 6     |
| GIF Sundsvall   | Total         | 97      | 24    | 5       | 3    | —           | —           | 102     | 27    |
| Malmö FF        | 2013          | 28      | 5     | 4       | 0    | 6           | 2           | 38      | 7     |
| Malmö FF        | 2014          | 29      | 14    | 5       | 2    | 12          | 2           | 46      | 18    |
| Malmö FF        | Total         | 57      | 19    | 9       | 2    | 18          | 4           | 84      | 25    |
| RB Leipzig      | 2014–15       | 14      | 0     | 1       | 0    | —           | —           | 15      | 0     |
| RB Leipzig      | 2015–16       | 31      | 8     | 1       | 0    | 0           | 0           | 33      | 8     |
| RB Leipzig      | Total         | 45      | 8     | 2       | 0    | 0           | 0           | 47      | 8     |
| Total carrera   | Total carrera | 175     | 48    | 16      | 5    | 18          | 4           | 210     | 59    |

### Internacional
A 5 de juny de 2016.
| Equip nacional | Any   | Partits | Gols |
| -------------- | ----- | ------- | ---- |
| Suècia         | 2014  | 5       | 0    |
| Suècia         | 2015  | 8       | 1    |
| Suècia         | 2016  | 4       | 1    |
| Total          | Total | 17      | 2    |

### Gols com a internacional
| #  | Data             | Seu                  | Oponent   | Marcador | Resultat | Competició                          |
| -- | ---------------- | -------------------- | --------- | -------- | -------- | ----------------------------------- |
| 1. | 14 novembre 2015 | Friends Arena, Solna | Dinamarca | 1–0      | 2–1      | Classificació per a l'Eurocopa 2016 |
| 2. | 5 juny 2016      | Friends Arena, Solna | Gal·les   | 1–0      | 3–0      | Amistós                             |

## Vida personal
Emil Forsberg és fill de l'exjugador del GIF Sundsvall Leif Forsberg qui va jugar pel club entre 1980 i 2001, i net de Lennart Forsberg qui també va jugar pel GIF Sundsvall. Forsberg viu amb la seva parella promesa Shanga Hussain, que també és futbolista, a Leipzig.

## Palmarès

### Club
Malmö FF
- Allsvenskan: 2013, 2014
- Svenska Supercupen: 2013, 2014

### Individual
- Migcampista de l'any de l'Allsvenskan: 2014